# Ernst-Moritz-Arndt-Turnhalle
Die Ernst-Moritz-Arndt-Turnhalle ist der Stammsitz des Turnerbunds Hamburg-Eilbeck in der Hamburger Ritterstraße 9 in Hamburg-Eilbek und wurde am 9. Mai 1914 eröffnet. Sie wurde benannt nach dem deutschen Schriftsteller, Historiker, Freiheitskämpfer und Abgeordneten der Frankfurter Nationalversammlung Ernst Moritz Arndt.
Bei Luftangriffen im Zweiten Weltkrieg brannte die Turnhalle 1943 aus und wurde nach dem Krieg in veränderter Form wieder errichtet; anstelle des ursprünglichen Satteldaches erhielt die Halle ein Tonnendach. 1954 wurde die Wiederherstellung vollendet. Der Hamburger Sportbund sah die Halle zunächst für Basketball und Tischtennis vor, aber auch die Hallenhandballer beanspruchten Nutzungszeiten. Erst 1987 erhielt die Turnhalle ihren ursprünglichen Namen Ernst-Moritz-Arndt-Turnhalle zurück.
Dieses Gebäude ist 15. Station in der Eilbeker Tafelrunde. An der West-/Straßenseite des Gebäudes ist eine rote Tafel befestigt mit Historischen Informationen zur Ernst-Moritz-Arndt-Turnhalle und dem T.H.-Eilbeck.

## Außenansichten

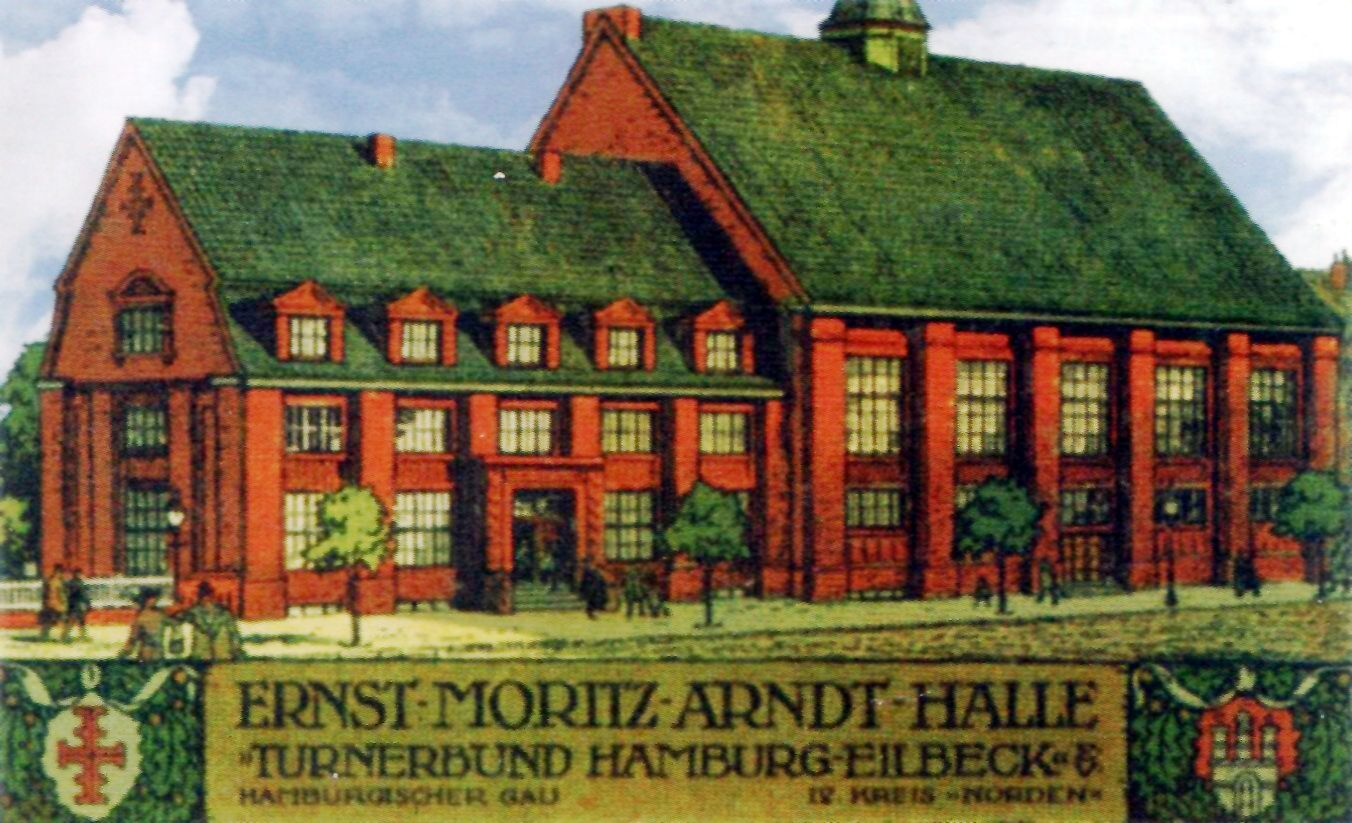
Der ursprüngliche Bau von 1914
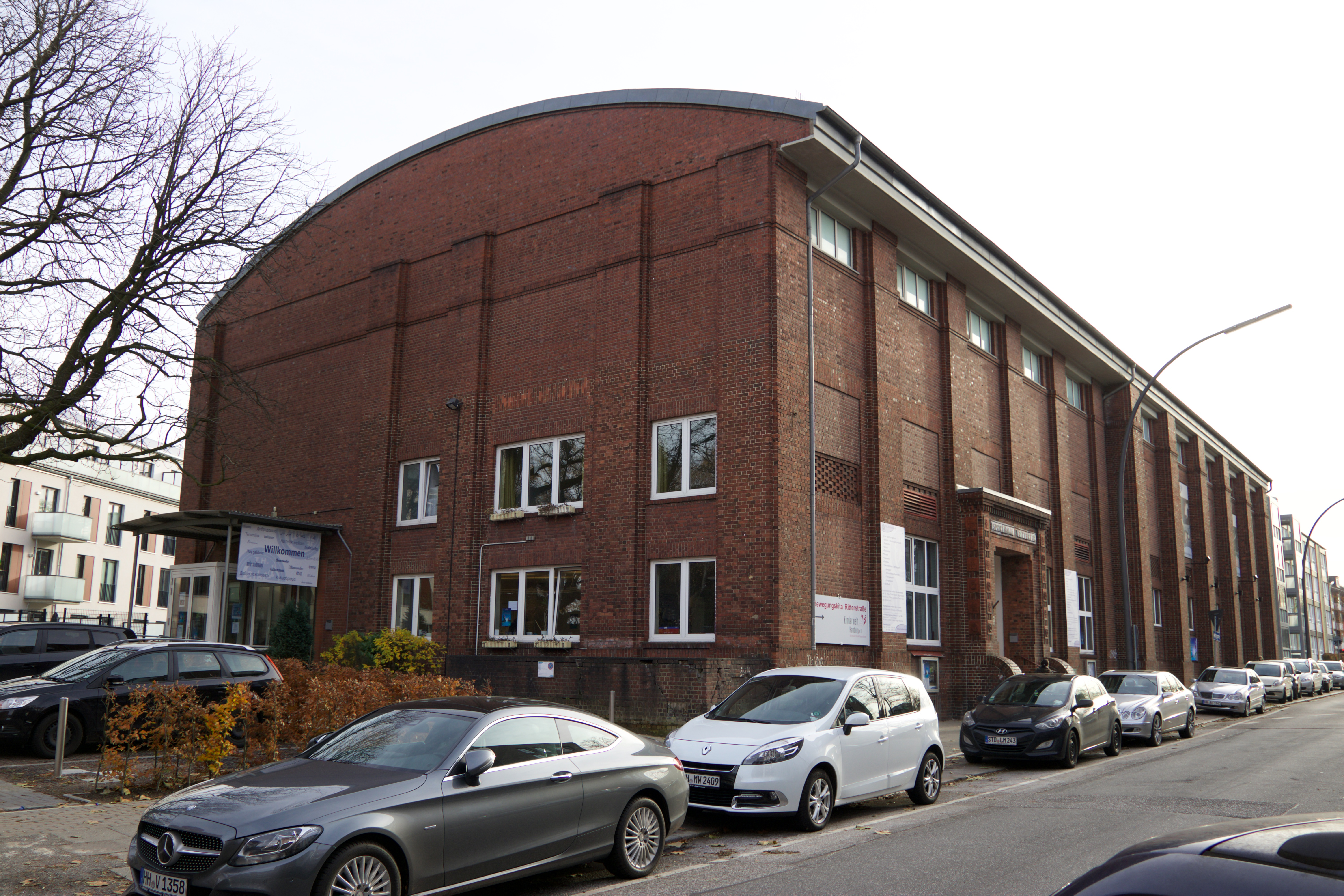
Ansicht von der Ritterstraße
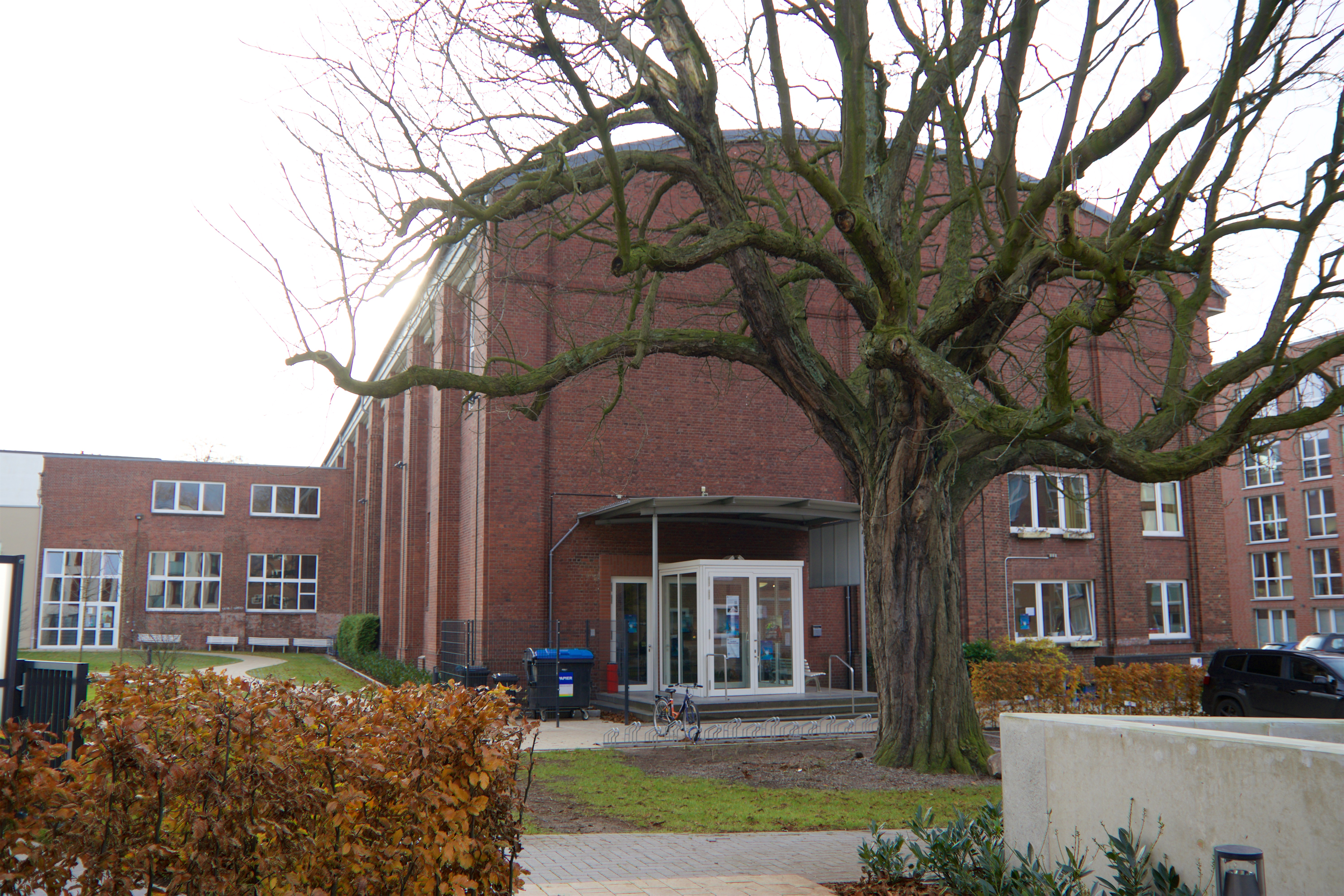
Heutiger Haupteingang
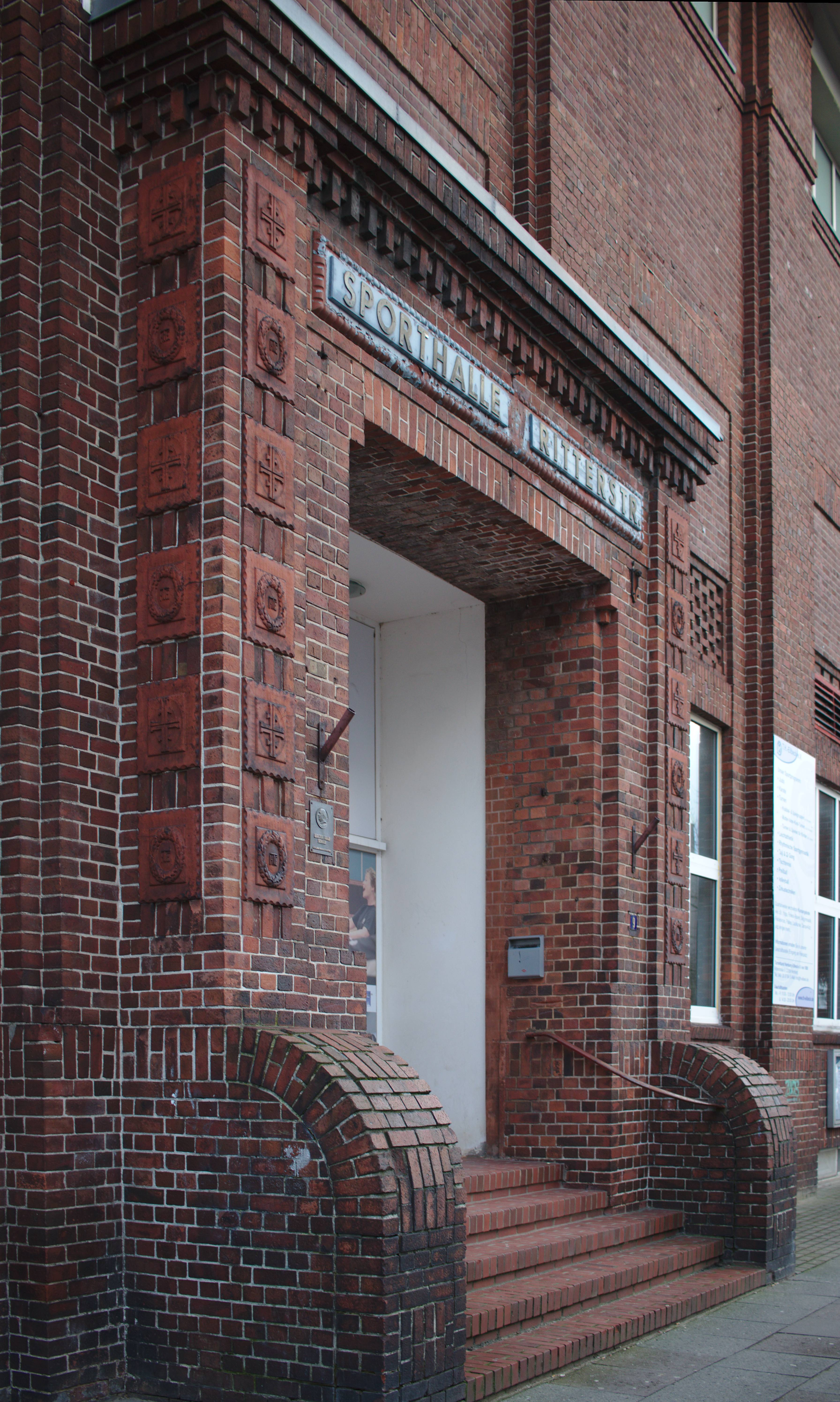
Alter Haupteingang
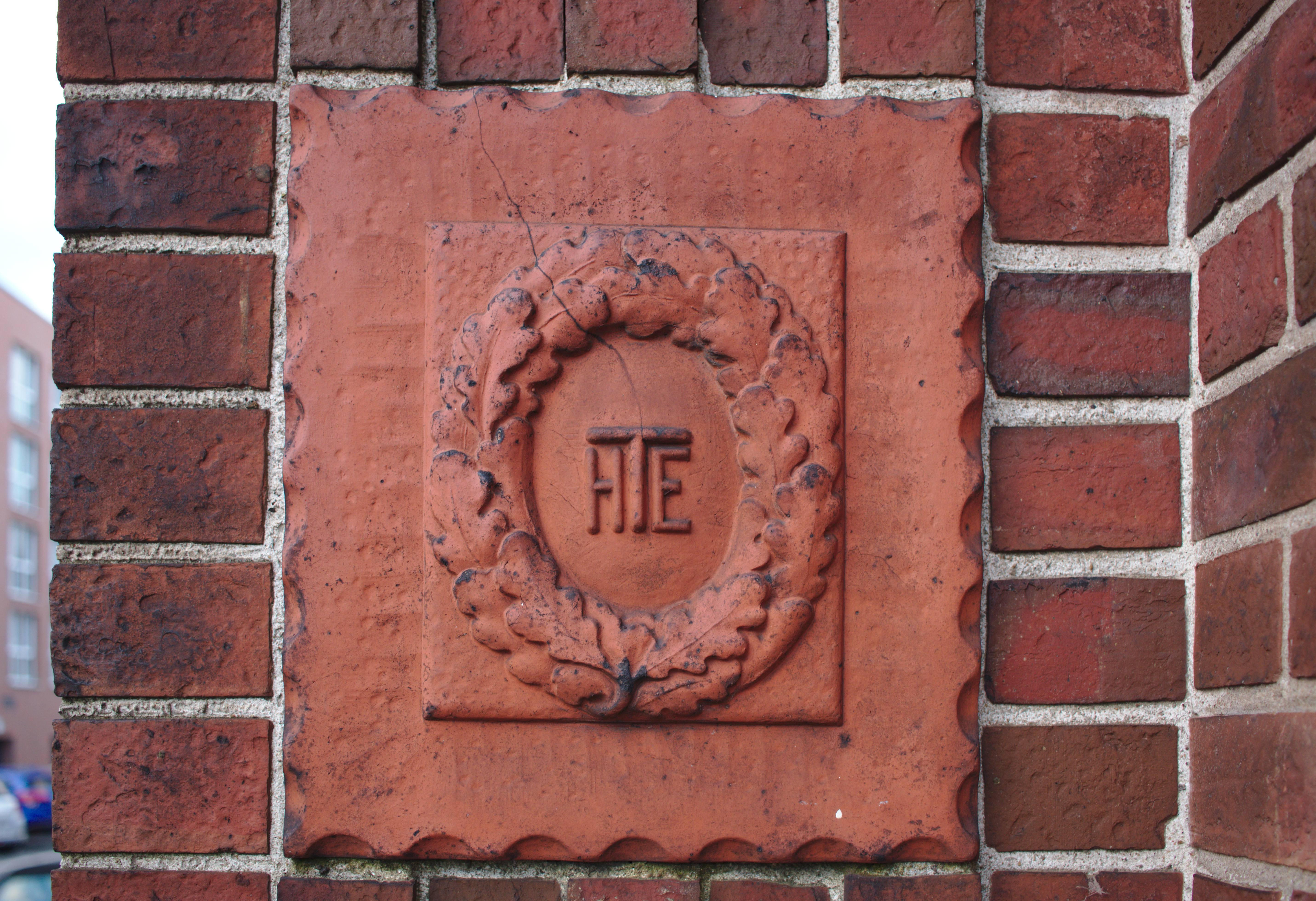
THE-Logo am alten Eingang
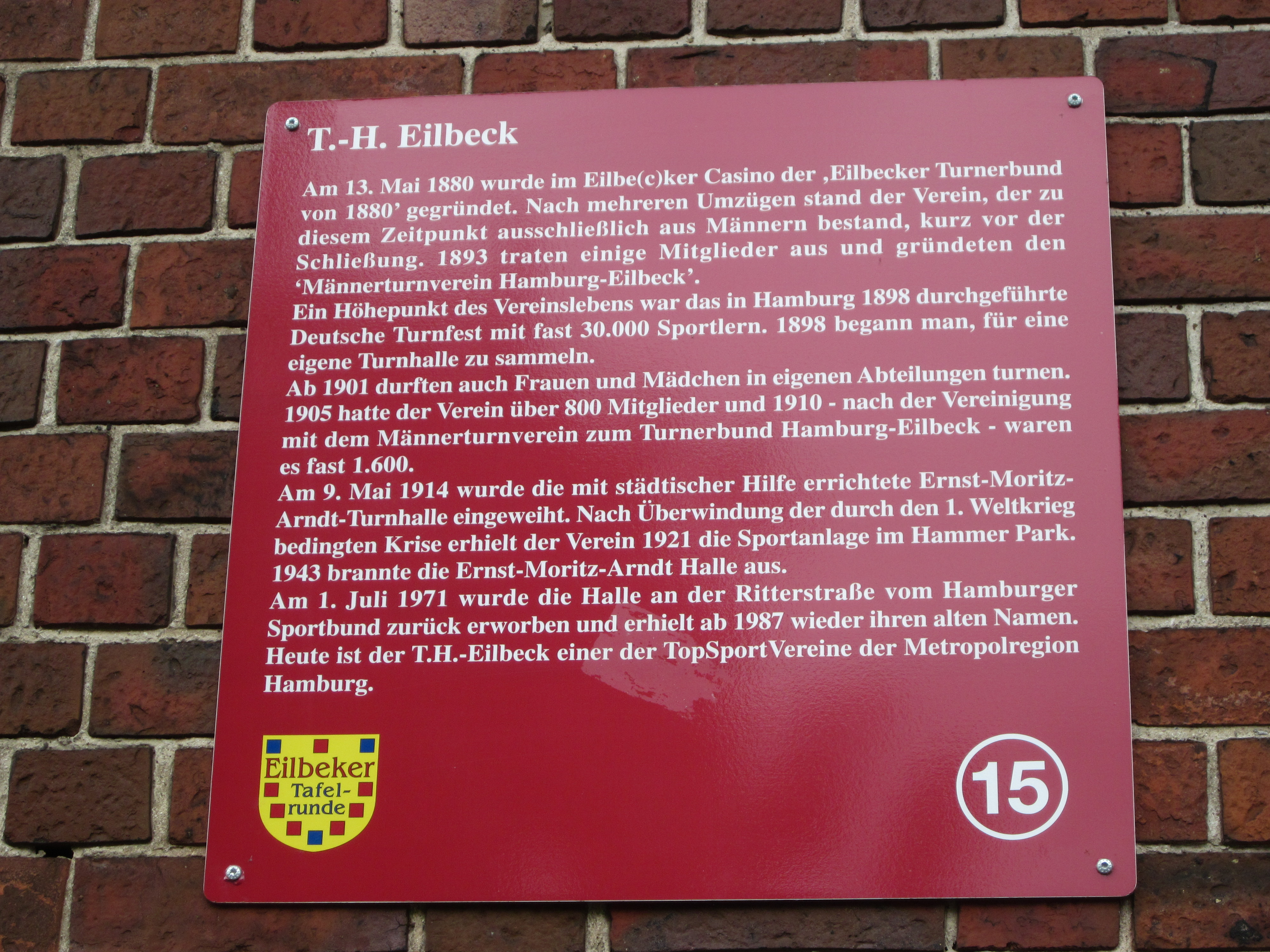
Eilbeker Tafel
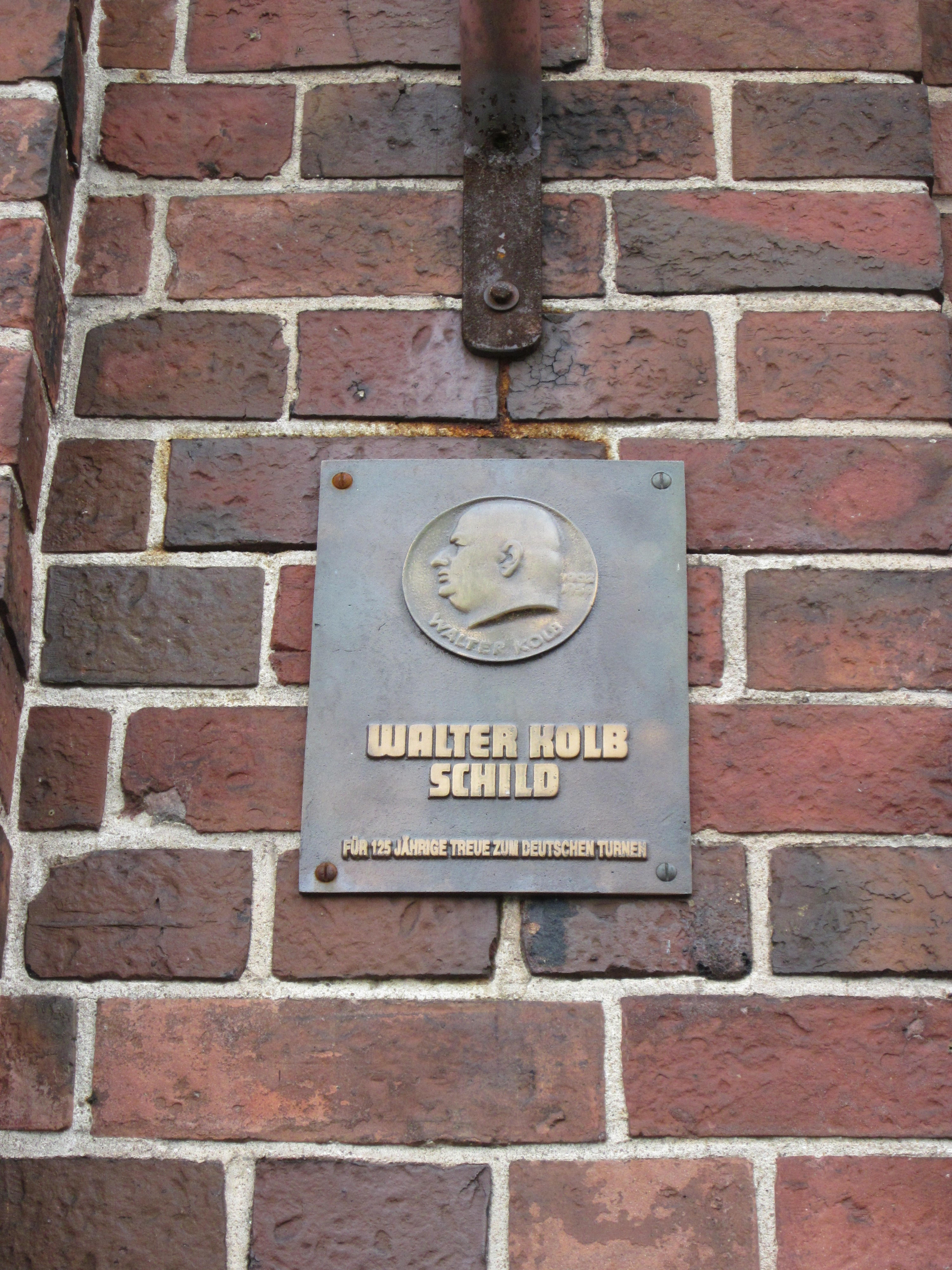
Gedenkplakette für Walter Kolb